# Cranach-Presse
Die Cranach-Presse war ein von Harry Graf Kessler 1913 in Weimar gegründeter bibliophiler Verlag.

## Geschichte
1913 gründete der deutsche Diplomat, Kunstsammler, Mäzen, Schriftsteller und Publizist Harry Graf Kessler die Cranach-Presse, in der bis 1931 insgesamt 68 Drucke (einschließlich Proben) hergestellt wurden. Die Werkstätten befanden sich bis 1928 in der Weimarer Kurthstraße 1a (heute Bauhausstraße), von 1928 bis 1931 in der Kohlstraße 2 (heute Ernst-Kohl-Straße). Im Ersten Weltkrieg bat der zum Kriegsdienst eingezogene Kessler seinen Freund, den Gründer der Weimarer Kunstgewerbeschule Henry van de Velde, darum, die Presse während seiner Abwesenheit zu leiten. Von 1914 bis 1916 entstanden so einige Ausgaben unter van de Veldes Aufsicht. Gute Verbindungen zum Insel-Verlag waren vor allem beim Vertrieb der Drucke dienlich. In den 1930er Jahren gelangte das Inventar der Presse mit Originaldruckstöcken, Druckschriften etc. nach Potsdam, wo es später bei der Bombardierung im Zweiten Weltkrieg unterging.

## Editionen
Von den knapp siebzig Ausgaben sind die Eclogen Vergils mit Holzschnitten von Aristide Maillol (erschienen 1926), Shakespeares Hamlet in der Übersetzung von Gerhart Hauptmann mit Holzschnitten von Edward Gordon Craig (erschienen 1929) und die Ausgabe des Hohen Lieds Salomons mit Holzstichen von Eric Gill aus dem Jahr 1931 besonders hervorzuheben. Der hohe Anspruch der Cranach-Presse zeigt sich u. a. daran, dass ausschließlich solche Schrifttypen, Grafiken und Papiere Verwendung fanden, die eigens für die Presse hergestellt wurden. Außerdem wurde mit namhaften Illustratoren zusammengearbeitet, neben den Genannten z. B. auch George Grosz oder Marcus Behmer. Für die Vorzugsausgaben fertigte der Weimarer Buchbindermeister Professor Otto Dorfner nach Vorgaben Kesslers die Einbände an. Ein Spezifikum der Cranach-Presse stellen die politischen Schriften, kleinere Akzidenzdrucke und die als "Kriegsdrucke" bezeichneten Ausgaben dar, die meist weniger bibliophilen Charakter hatten. Dazu gehören u. a. Theodor Däublers Hymne an Venedig (erschienen 1916), Wieland Herzfeldes Sulamith (erschienen 1917) unter Verwendung einer Einbandgestaltung von George Grosz und Albert Verweys Gedichte (erschienen 1917).

## Ausstellungen
- 2013/2014 Weimar, Herzogin Anna Amalia Bibliothek: "100 Jahre Cranach-Presse. Buchkunst aus Weimar"[1]
- 2007/2008 Berlin, Bröhan-Museum: "Hommage an Harry Graf Kessler"
- 2003 Neues Museum, Klassik Stiftung Weimar: "Das Buch als Kunstwerk. Die Cranach-Presse des Harry Graf Kessler"
- 1999 Museum Schloß Burgk/Thüringen
- 1988 Deutsches Literaturarchiv Marbach